# Distrikt Santa Rosa de Quives
Der Distrikt Santa Rosa de Quives ist einer von sieben Distrikten der Provinz Canta in der Region Lima in Peru. Auf einer Fläche von 364 km² lebten im Jahr 2017 6298 Menschen. Im Jahr 1993 lag die Einwohnerzahl bei 3007, im Jahr 2007 bei 6173.
Am 16. Januar 1952 wurde Santa Rosa de Quives offiziell zu einem Distrikt. Verwaltungssitz ist das 940 m hoch gelegene Yangas mit 468 Einwohnern (Stand 2017).

## Geographische Lage
Santa Rosa de Quives  grenzt im Norden an den Distrikt Huamantanga, im Osten an die Distrikte Lachaqui und Arahuay, im Süden an die Provinz Huarochirí sowie im Süden und Westen an den Distrikt Carabayllo.

## Feste
- Rosa von Lima